# 菱叶藜
菱叶藜（学名：Chenopodium bryoniaefolium）为苋科藜属的植物。分布在西伯利亚、远东、日本、朝鲜以及中国大陆的辽宁、河北、吉林、黑龙江等地，生长于海拔20米至1,000米的地区，多生在林缘和草地，目前尚未由人工引种栽培。